# 33 Dywizja Strzelecka (ZSRR)
33 Chołmsko-Berlińska Dywizja Strzelecka odznaczona orderem Czerwonego Sztandaru (ros. 33-я Холмско-Берлинская Краснознаменная стрелковая дивизия) – związek taktyczny piechoty Armii Czerwonej.
Sformowana w Zachodnim Specjalnym Wojennym Okręgu. Brała udział w agresji na Polskę w składzie 11 Korpusu Strzeleckiego i zajęciu Litwy, po czym została przeniesiona w czerwcu 1940 roku do Nadbałtyckiego Wojennego Okręgu.
W czerwcu 1941 roku w składzie 16 Korpusu Strzeleckiego, 11 Armii Okręgu Bałtyckiego. W styczniu 1942 roku walczyła w składzie 3 Armia Uderzeniowa.

## Struktura organizacyjna
- 73 Pułk Strzelecki
- 82 Pułk Strzelecki
- 164 Pułk Strzelecki
- 44 Pułk Artylerii Lekkiej
- 92 Pułk Artylerii Haubic (do 09.08.1941)
- 342 samodzielny batalion czołgów[2]
- 105 dywizjon artylerii przeciwpancernej
- dywizjon artylerii przeciwlotniczej
- 63 kompania rozpoznawcza
- 92 batalion saperów
- inne służby